# ユニオン郡 (フロリダ州)
ユニオン郡（ユニオンぐん、英: Union County）は、アメリカ合衆国フロリダ州の北部に位置する郡である。2010年国勢調査での人口は15,535人であり、2000年の13,442人から15.6%増加した。郡庁所在地はレイクバトラー市（人口1,897人）であり、同郡で人口最大の都市でもある。

## 歴史
ユニオン郡は1921年にブラッドフォード郡から分離して設立された。郡名は「統合」という概念から採られた。郡内にはユニオン矯正施設とレセプション・アンド・メディカル・センターがある。ユニオン矯正施設は重警備刑務所であり、州内の死刑囚を収容している。処刑室は近くのフロリダ州立刑務所にある。フロリダ州立刑務所にも死刑囚が収容されている。

## 地理
アメリカ合衆国国勢調査局に拠れば、郡域全面積は249.71平方マイル (646.7 km2)であり、このうち陸地240.29平方マイル (622.3 km2)、水域は9.42平方マイル (24.4 km2)で水域率は3.77%である。面積で州内最少の郡である。

### 隣接する郡

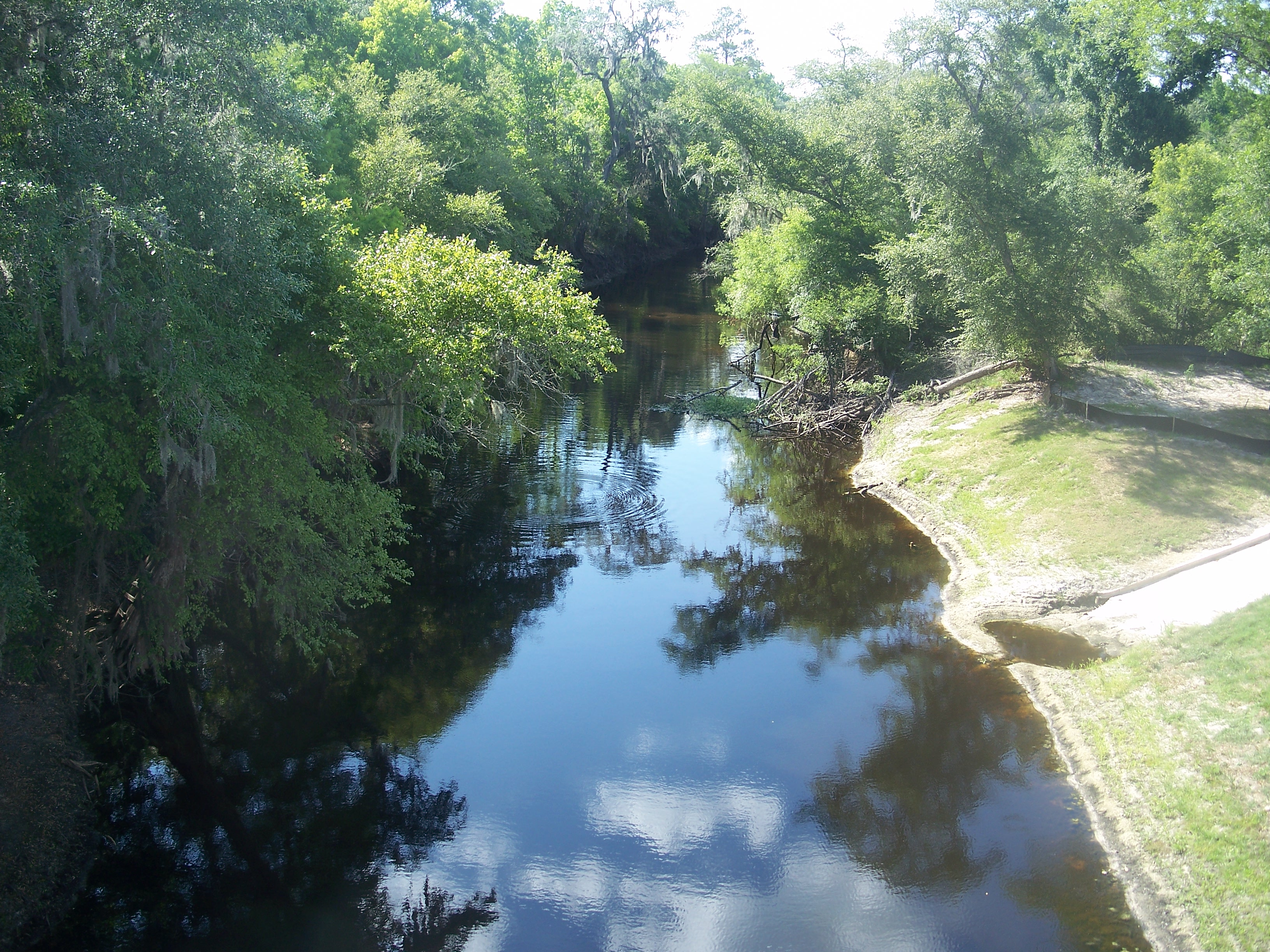
サンタフェ川

- ブラッドフォード郡 - 東、南
- アラチュア郡 - 南
- コロンビア郡 - 西
- ベイカー郡 - 北

## 人口動態
以下は2000年の国勢調査による人口統計データである。
| 基礎データ - 人口: 13,442人 - 世帯数: 3,367 世帯 - 家族数: 2,606 家族 - 人口密度: 22人/km2（56人/mi2） - 住居数: 3,736軒 - 住居密度: 6軒/km2（16軒/mi2） 人種別人口構成 - 白人: 73.62% - アフリカン・アメリカン: 22.84% - ネイティブ・アメリカン: 0.66% - アジア人: 0.31% - 太平洋諸島系: 0.02% - その他の人種: 1.04% - 混血: 1.50% - ヒスパニック・ラテン系: 3.55% | 年齢別人口構成 - 18歳未満: 21.8% - 18-24歳: 8.7% - 25-44歳: 39.8% - 45-64歳: 22.2% - 65歳以上: 7.5% - 年齢の中央値: 36歳 - 性比（女性100人あたり男性の人口、男性刑務所があるために男性人口が多い）） - 総人口: 183.0 - 18歳以上: 215.2 世帯と家族（対世帯数） - 18歳未満の子供がいる: 41.8% - 結婚・同居している夫婦: 57.7% - 未婚・離婚・死別女性が世帯主: 15.0% - 非家族世帯: 22.6% - 単身世帯: 19.5% - 65歳以上の老人1人暮らし: 7.1% - 平均構成人数 - 世帯: 2.76人 - 家族: 3.13人 | 収入と家計 - 収入の中央値 - 世帯: 38,140米ドル - 家族: 46,758米ドル - 性別 - 男性: 37,165米ドル - 女性: 21,667米ドル - 人口1人あたり収入: 16,769米ドル - 貧困線以下 - 対人口: 12.7% - 対家族数: 10.4% - 18歳未満: 15.0% - 65歳以上: 12.5% |

## 都市と町

### 法人化自治体
- レイクバトラー市 - 郡庁所在地
- レイフォード町
- ウォーシントンスプリングス町

## 州政府の機関

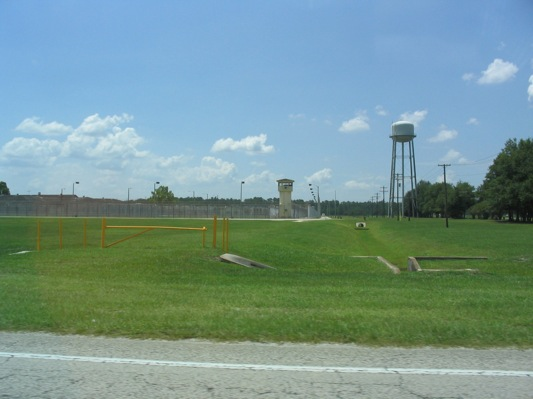
ユニオン矯正施設

フロリダ州矯正省が郡内の未編入領域にあるリージョンII矯正施設事務所を運営している。またやはり未編入領域にあるユニオン矯正施設も維持している。ユニオン矯正施設は州内に2か所ある男性死刑囚収容施設の1つである。
フロリダ州少年司法省のユニオン少年住居施設も郡内の未編入領域にある。

### 政府関連
- Union County Board of County Commissioners
- Union County Supervisor of Elections
- Union County Property Appraiser
- Union County Sheriff's Office
- Union County Tax Collector

### 特殊地区
- Union County School Board
- Suwanee River Water Management District[リンク切れ]

### 司法関連
- Union County Clerk of Courts
- Office of the State Attorney, 8th Judicial Circuit of Florida serving Alachua, Baker, Bradford, Gilchrist, Levy and Union Counties
- Circuit and County Court for the 8th Judicial Circuit of Florida

座標: 北緯30度02分 西経82度22分 / 北緯30.04度 西経82.37度